# 984
984 (CMLXXXIV) var ett skottår som började en tisdag i den julianska kalendern.

## Händelser

### Okänt datum
- Nordmännen bosätter sig på Grönland.

## Födda
- Choe Chung, koreansk poet.

## Avlidna
- 20 augusti – Johannes XIV, född Pietro Canepanora, påve sedan 983.